# 中项
在直言三段論中，中項是指在二個前提中都出現，但不在结论中出现的詞項，一般用M表示。中項必須在至少一個前提中周延（範疇的所有個體都被涉及到），但不需在結論中周延。
以下是一個直言三段論的例子，中項以粗體表示：
大前提：人都會死。
小前提：蘇格拉底是人。
結論：蘇格拉底會死。
其中的人為中項。